# Tuinboa
De tuinboa (Corallus hortulana) is een niet-giftige slang uit de familie reuzenslangen (Boidae).

## Naam en indeling
De soort wordt ook wel slanke boomboa genoemd. De wetenschappelijke naam van de soort werd voor het eerst voorgesteld door Carl Linnaeus in 1758. Oorspronkelijk werd de slang onder de wetenschappelijke naam Boa hortulana beschreven. Later werd de wetenschappelijke naam Corallus enhydris  gebruikt. De slang stond lange tijd bekend onder de wetenschappelijke naam Corallus hortulanus, en onder deze (verouderde) naam wordt het dier in veel literatuur vermeld.

## Uiterlijke kenmerken
De tuinboa bereikt een lichaamslengte inclusief staart van ongeveer twee meter, sommige exemplaren worden langer dan 2,5 meter. De boa heeft een slank lichaam met een relatief grote kop. De lichaamskleur is variabel en kan uiteenlopen van bruin tot geelbruin of grijs. De patronen en kleuren zijn zeer afwisselend; er zijn acht veel voorkomende kleurvormen die door elkaar heen lopen; binnen een legsel kunnen meerdere of zelfs alle vormen voorkomen. De kleuren kunnen rood, geel, bruin en oranje zijn, zowel in het wild als in gevangenschap. Over het algemeen is de slang groengrijs tot bruingrijs, met meestal een luipaard-achtige tekening op de rug.

## Levenswijze
De tuinboa is eierlevendbarend; er worden geen eieren gelegd maar de jongen worden levend geboren. Het voedsel van de jonge slangen bestaat uit kleine zoogdieren, hagedissen en vogels. Als de dieren wat ouder zijn, worden grotere prooien gegrepen. Volwassen dieren leven vrijwel uitsluitend van wat grotere zoogdieren zoals ratten en kleine vogels.
Deze slang staat bekend als bijterig maar wordt niet als gevaarlijk gezien; het is een wurgslang en dus niet giftig. Vanwege het verder rustige karakter wordt deze slang in grote aantallen in terraria gehouden.

## Verspreiding en habitat

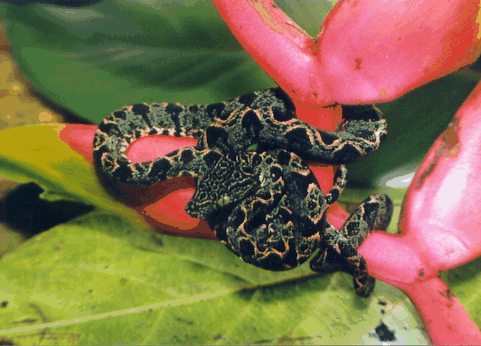
Een juveniel exemplaar uit Peru.

De tuinboa komt voor in delen van Noord-Amerika en leeft in de landen Colombia, Venezuela, Guyana, Suriname, Frans-Guyana, Brazilië, Ecuador, Peru, Bolivia.
De habitat bestaat uit vochtige tropische en subtropische bossen in laaglanden en moerassen en daarnaast in droge savannen. Ook in door de mens aangepaste streken zoals aangetaste bossen en landelijke tuinen kan de slang worden gevonden. De soort is aangetroffen van zeeniveau tot op een hoogte van ongeveer 950 meter boven zeeniveau.

### Beschermingsstatus
Door de internationale natuurbeschermingsorganisatie IUCN is de beschermingsstatus 'veilig' toegewezen (Least Concern of LC).